# Meconema subpunctatum
Meconema subpunctatum är en insektsart som beskrevs av Victor Ivanovitsch Motschulsky 1866. Meconema subpunctatum ingår i släktet Meconema och familjen vårtbitare. Inga underarter finns listade i Catalogue of Life.